# Black and White : L'Île aux créatures
Pour les articles homonymes, voir Black and White.
Black and White : L'Île aux créatures est un add-on pour le jeu Black and White. Il est sorti en 2002 et fonctionne sur Mac OS et Windows. Développé par Lionhead Studios et édité par EA Games.